# シアター・バビロンの流れのほとりにて
シアター・バビロンの流れのほとりにて（シアター・バビロンのながれのほとりにて、英語：theatre Tokyo-Babylon）は、東京・北区にある劇場である。略称はバビロン。

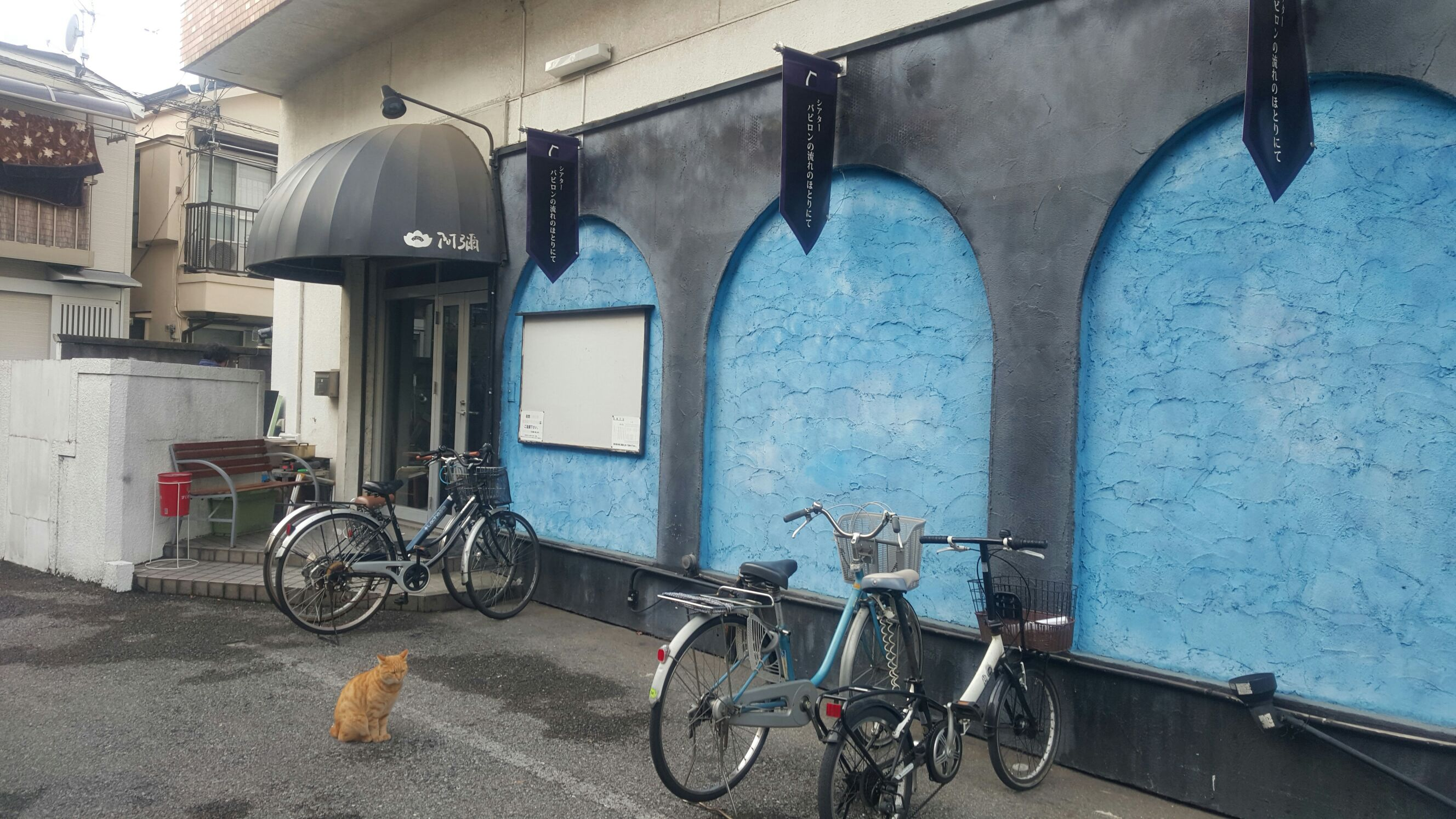
2016年12月

## 概要
フラットスペース型劇場として誕生。2002年9月にこけら落としが行われた。
演劇、ミュージカル、舞踊公演などが開催されているほか、2012年からはシアタープロレス花鳥風月が試合会場として使用している。
東京バビロンの運営する劇場の一つだが、2005年に開館した劇場「pit 北／区域」が入居ビルの建て替えにより2015年12月31日をもって閉館。2023年現在、唯一の運営劇場となる。
1989年より開催される池袋演劇祭参加劇場であるが、シアター風姿花伝（新宿区中落合）と並ぶ豊島区外立地の劇場（住所は北区豊島）である。

## アクセス
- 東京メトロ南北線「王子神谷駅」より徒歩12分
- JR京浜東北線「王子駅」より都営バス「豊島七丁目」（約5分乗車）下車、徒歩3分